# 17.ª etapa del Tour de Francia 2021
La 17.ª etapa del Tour de Francia 2021 tuvo lugar el 14 de julio de 2021 entre Muret y Saint-Lary-Soulan sobre un recorrido de 178,4 km y fue ganada por el líder de la prueba, el esloveno Tadej Pogačar del equipo UAE Emirates, ampliando así la diferencia en la general con sus más inmediatos perseguidores.

## Clasificación de la etapa
| Muret - Col de Portet | etapa de montaña | (178,4 km) |

| \| Clasificación de la etapa \| Clasificación de la etapa \| Clasificación de la etapa \| Clasificación de la etapa \| Clasificación de la etapa \| \| Ciclista \| Ciclista \| Equipo \| Tiempo \| \| \| ------------------------- \| ------------------------- \| ------------------------- \| ------------------------- \| ------------------------- \| \| 1.º \| Tadej Pogačar \| UAE Team Emirates \| 5 h 03 min 31 s \| \| \| 2.º \| Jonas Vingegaard \| Jumbo-Visma \| + 3 s \| \| \| 3.º \| Richard Carapaz \| Ineos Grenadiers \| + 4 s \| \| \| 4.º \| David Gaudu \| Groupama-FDJ \| + 1 min 19 s \| \| \| 5.º \| Ben O'Connor \| AG2R Citroën Team \| + 1 min 26 s \| \| \| 6.º \| Wilco Kelderman \| Bora-Hansgrohe \| + 1 min 40 s \| \| \| 7.º \| Pello Bilbao \| Bahrain Victorious \| + 1 min 44 s \| \| \| 8.º \| Sergio Higuita \| EF Education-Nippo \| + 1 min 49 s \| \| \| 9.º \| Rigoberto Urán \| EF Education-Nippo \| + 1 min 49 s \| \| \| 10.º \| Dylan Teuns \| Bahrain Victorious \| + 1 min 49 s \| \| |                  |                    |                 |
| |                  |                    |                 |
| Fuente: ProCyclingStats |                  |                    |                 |
| Clasificación de la etapa |                  |                    |                 |
| Ciclista | Ciclista         | Equipo             | Tiempo          |
| 1.º | Tadej Pogačar    | UAE Team Emirates  | 5 h 03 min 31 s |
| 2.º | Jonas Vingegaard | Jumbo-Visma        | + 3 s           |
| 3.º | Richard Carapaz  | Ineos Grenadiers   | + 4 s           |
| 4.º | David Gaudu      | Groupama-FDJ       | + 1 min 19 s    |
| 5.º | Ben O'Connor     | AG2R Citroën Team  | + 1 min 26 s    |
| 6.º | Wilco Kelderman  | Bora-Hansgrohe     | + 1 min 40 s    |
| 7.º | Pello Bilbao     | Bahrain Victorious | + 1 min 44 s    |
| 8.º | Sergio Higuita   | EF Education-Nippo | + 1 min 49 s    |
| 9.º | Rigoberto Urán   | EF Education-Nippo | + 1 min 49 s    |
| 10.º | Dylan Teuns      | Bahrain Victorious | + 1 min 49 s    |

## Clasificaciones al final de la etapa

### Clasificación general(Maillot Jaune)
| \| Clasificación general \| Clasificación general \| Clasificación general \| Clasificación general \| Clasificación general \| \| Ciclista \| Ciclista \| Equipo \| Tiempo \| \| \| --------------------- \| --------------------- \| --------------------- \| --------------------- \| --------------------- \| \| 1.º \| Tadej Pogačar \| UAE Team Emirates \| 71 h 26 min 27 s \| \| \| 2.º \| Jonas Vingegaard \| Jumbo-Visma \| + 5 min 39 s \| \| \| 3.º \| Richard Carapaz \| Ineos Grenadiers \| + 5 min 43 s \| \| \| 4.º \| Rigoberto Urán \| EF Education-Nippo \| + 7 min 17 s \| \| \| 5.º \| Ben O'Connor \| AG2R Citroën Team \| + 7 min 34 s \| \| \| 6.º \| Wilco Kelderman \| Bora-Hansgrohe \| + 8 min 06 s \| \| \| 7.º \| Enric Mas \| Movistar Team \| + 9 min 48 s \| \| \| 8.º \| Alexéi Lutsenko \| Astana-Premier Tech \| + 10 min 04 s \| \| \| 9.º \| Guillaume Martin \| Cofidis \| + 11 min 51 s \| \| \| 10.º \| Pello Bilbao \| Bahrain Victorious \| + 12 min 53 s \| \| |                  |                     |                  |
| |                  |                     |                  |
| Fuente: ProCyclingStats |                  |                     |                  |
| Clasificación general |                  |                     |                  |
| Ciclista | Ciclista         | Equipo              | Tiempo           |
| 1.º | Tadej Pogačar    | UAE Team Emirates   | 71 h 26 min 27 s |
| 2.º | Jonas Vingegaard | Jumbo-Visma         | + 5 min 39 s     |
| 3.º | Richard Carapaz  | Ineos Grenadiers    | + 5 min 43 s     |
| 4.º | Rigoberto Urán   | EF Education-Nippo  | + 7 min 17 s     |
| 5.º | Ben O'Connor     | AG2R Citroën Team   | + 7 min 34 s     |
| 6.º | Wilco Kelderman  | Bora-Hansgrohe      | + 8 min 06 s     |
| 7.º | Enric Mas        | Movistar Team       | + 9 min 48 s     |
| 8.º | Alexéi Lutsenko  | Astana-Premier Tech | + 10 min 04 s    |
| 9.º | Guillaume Martin | Cofidis             | + 11 min 51 s    |
| 10.º | Pello Bilbao     | Bahrain Victorious  | + 12 min 53 s    |

### Clasificación por puntos(Maillot Vert)
| Clasificación por puntos | Clasificación por puntos | Clasificación por puntos | Clasificación por puntos | Clasificación por puntos |
| Ciclista                 | Ciclista                 | Equipo                   | Puntos                   |                          |
| ------------------------ | ------------------------ | ------------------------ | ------------------------ | ------------------------ |
| 1.º                      | Mark Cavendish           | Deceuninck-Quick Step    | 287 pts                  |                          |
| 2.º                      | Michael Matthews         | BikeExchange             | 251 pts                  |                          |
| 3.º                      | Sonny Colbrelli          | Bahrain Victorious       | 201 pts                  |                          |
| 4.º                      | Jasper Philipsen         | Alpecin-Fenix            | 178 pts                  |                          |
| 5.º                      | Julian Alaphilippe       | Deceuninck-Quick Step    | 135 pts                  |                          |
| 6.º                      | Tadej Pogačar            | UAE Team Emirates        | 126 pts                  |                          |
| 7.º                      | Michael Mørkøv           | Deceuninck-Quick Step    | 102 pts                  |                          |
| 8.º                      | Wout van Aert            | Jumbo-Visma              | 101 pts                  |                          |
| 9.º                      | Patrick Konrad           | Bora-Hansgrohe           | 85 pts                   |                          |
| 10.º                     | Matej Mohorič            | Bahrain Victorious       | 81 pts                   |                          |

### Clasificación de la montaña(Maillot à Pois Rouges)
| Clasificación de la montaña | Clasificación de la montaña | Clasificación de la montaña | Clasificación de la montaña | Clasificación de la montaña |
| Ciclista                    | Ciclista                    | Equipo                      | Puntos                      |                             |
| --------------------------- | --------------------------- | --------------------------- | --------------------------- | --------------------------- |
| 1.º                         | Wout Poels                  | Bahrain Victorious          | 78 pts                      |                             |
| 2.º                         | Tadej Pogačar               | UAE Team Emirates           | 67 pts                      |                             |
| 3.º                         | Nairo Quintana              | Arkéa-Samsic                | 66 pts                      |                             |
| 4.º                         | Michael Woods               | Israel Start-Up Nation      | 66 pts                      |                             |
| 5.º                         | Wout van Aert               | Jumbo-Visma                 | 64 pts                      |                             |
| 6.º                         | Jonas Vingegaard            | Jumbo-Visma                 | 50 pts                      |                             |
| 7.º                         | Bauke Mollema               | Trek-Segafredo              | 41 pts                      |                             |
| 8.º                         | Ben O'Connor                | AG2R Citroën Team           | 40 pts                      |                             |
| 9.º                         | Anthony Perez               | Cofidis                     | 37 pts                      |                             |
| 10.º                        | Richard Carapaz             | Ineos Grenadiers            | 32 pts                      |                             |

### Clasificación del mejor joven(Maillot Blanc)
| Clasificación del mejor joven | Clasificación del mejor joven | Clasificación del mejor joven | Clasificación del mejor joven | Clasificación del mejor joven |
| Ciclista                      | Ciclista                      | Equipo                        | Tiempo                        |                               |
| ----------------------------- | ----------------------------- | ----------------------------- | ----------------------------- | ----------------------------- |
| 1.º                           | Tadej Pogačar                 | UAE Team Emirates             | 71 h 26 min 27 s              |                               |
| 2.º                           | Jonas Vingegaard              | Jumbo-Visma                   | + 5 min 39 s                  |                               |
| 3.º                           | David Gaudu                   | Groupama-FDJ                  | + 15 min 42 s                 |                               |
| 4.º                           | Aurélien Paret-Peintre        | AG2R Citroën Team             | + 31 min 48 s                 |                               |
| 5.º                           | Sergio Higuita                | EF Education-Nippo            | + 1 h 02 min 18 s             |                               |
| 6.º                           | Mark Donovan                  | Team DSM                      | + 1 h 47 min 47 s             |                               |
| 7.º                           | Valentin Madouas              | Groupama-FDJ                  | + 1 h 57 min 32 s             |                               |
| 8.º                           | Neilson Powless               | EF Education-Nippo            | + 2 h 03 min 06 s             |                               |
| 9.º                           | Jonas Rutsch                  | EF Education-Nippo            | + 2 h 26 min 04 s             |                               |
| 10.º                          | Dorian Godon                  | AG2R Citroën Team             | + 2 h 30 min 45 s             |                               |

### Clasificación por equipos(Classement par Équipe)
| Clasificación por equipos | Clasificación por equipos | Clasificación por equipos | Clasificación por equipos |
| Equipo                    | Equipo                    | Tiempo                    |                           |
| ------------------------- | ------------------------- | ------------------------- | ------------------------- |
| 1.º                       | Bahrain Victorious        | 214 h 54 min 46 s         |                           |
| 2.º                       | EF Education-Nippo        | + 34 min 16 s             |                           |
| 3.º                       | AG2R Citroën Team         | + 1 h 04 min 08 s         |                           |
| 4.º                       | Ineos Grenadiers          | + 1 h 09 min 16 s         |                           |
| 5.º                       | Jumbo-Visma               | + 1 h 13 min 53 s         |                           |
| 6.º                       | Bora-Hansgrohe            | + 1 h 31 min 34 s         |                           |
| 7.º                       | Movistar Team             | + 1 h 38 min 02 s         |                           |
| 8.º                       | Astana-Premier Tech       | + 1 h 40 min 09 s         |                           |
| 9.º                       | Trek-Segafredo            | + 1 h 47 min 42 s         |                           |
| 10.º                      | UAE Team Emirates         | + 2 h 22 min 48 s         |                           |

## Abandonos
Steven Kruijswijk no completó la etapa.